# محوطه سیجاوند (سیراوند)
محوطه سیجاوند مربوط به سده ۷ - ۹ ق است و در شهرستان خواف، جنوب روستای سیجاوند واقع شده و این اثر در تاریخ ۲۲ مرداد ۱۳۸۴ با شمارهٔ ثبت ۱۳۳۱۳ به‌عنوان یکی از آثار ملی ایران به ثبت رسیده‌است.